# 김진아 (치어리더)
김진아(1992년 7월 19일~)는 대한민국의 치어리더이다.

## 학력
- 김해분성여자고등학교
- 경성대학교 시각디자인학과 학사(2015년 졸업)

## 경력
- 2013년 ~ 2015년 울산 모비스 피버스, 구리 KDB생명 위너스, 대전 삼성화재 블루팡스 응원단 치어리더
- 2014년 ~ 2015년 롯데 자이언츠 응원단 치어리더
- 2017년 ~ kt wiz, 서울 삼성 썬더스, 용인 삼성생명 블루밍스 응원단 치어리더
- 2018년 ~ 화성 IBK기업은행 알토스 응원단 치어리더

## 활동
- 2014년 KBS2 VJ특공대에 출연하였다.